# 2023年岸田文雄訪問烏克蘭
2023年3月21日，日本首相岸田文雄訪問烏克蘭。這是自俄羅斯入侵烏克蘭以來日本首相首次訪問烏克蘭。
出於安全考慮，此訪問計劃事先並未對外公佈，只有約10名隨行人員從行程首站印度隨行。
岸田成為第二次世界大戰後第一位視察戰場的日本首相。

## 背景
自俄羅斯入侵烏克蘭以來，岸田一直計劃訪問烏克蘭首都基輔。日本將成為2023年5月舉行的第49屆七大工業國組織會議東道國，烏克蘭局勢將成為主要議程，因此岸田認為有必要訪問烏克蘭並與烏克蘭總統弗拉基米爾·澤連斯基直接對話。但由於岸田在現場的安全保障問題以及需事先向日本國會報告的慣例等問題，而未能實現。
據報導指，2022年6月，法國、德國和意大利領導人計劃在第48屆七大工業國組織會議前聯合訪問烏克蘭。由於岸田原本計劃前往歐洲參加會議，而他在此次訪問也考慮同時參加對烏克蘭的聯合訪問。不過這一計劃最終被放棄，因為需提前向日本國會報告使訪問難以保密，而且也會給正在秘密準備的三個國家的領導人帶來麻煩。2023年6月16日，三國領導人訪問烏克蘭。
此後，岸田繼續計劃訪問烏克蘭，但被迫專注於2022年第26屆日本參議院議員通常選舉、安倍晉三遇刺以及隨之而來的統一教問題等國內事務，計劃未能實現。
岸田曾考慮計劃在2022年12月第210屆國會閉幕後訪問烏克蘭，因為在國會休會期間不需要提前報告。不過，由於岸田的安全保障問題，以及機密訪問計劃被洩露給外界，這一計劃也被放棄。
2023年1月6日，澤連斯基在電話中請求岸田訪問烏克蘭，岸田回答「我會考慮」。2023年2月20日，美國總統祖·拜登訪問烏克蘭，岸田成為自俄羅斯入侵烏克蘭以來唯一沒有訪問基輔的七大工業國組織領導人。隨著2023年5月在岸田家鄉舉行的第49屆G7峰會的臨近，他對作為東道國領導人中唯一沒有訪問烏克蘭的情況感到不耐煩。

## 訪問烏克蘭

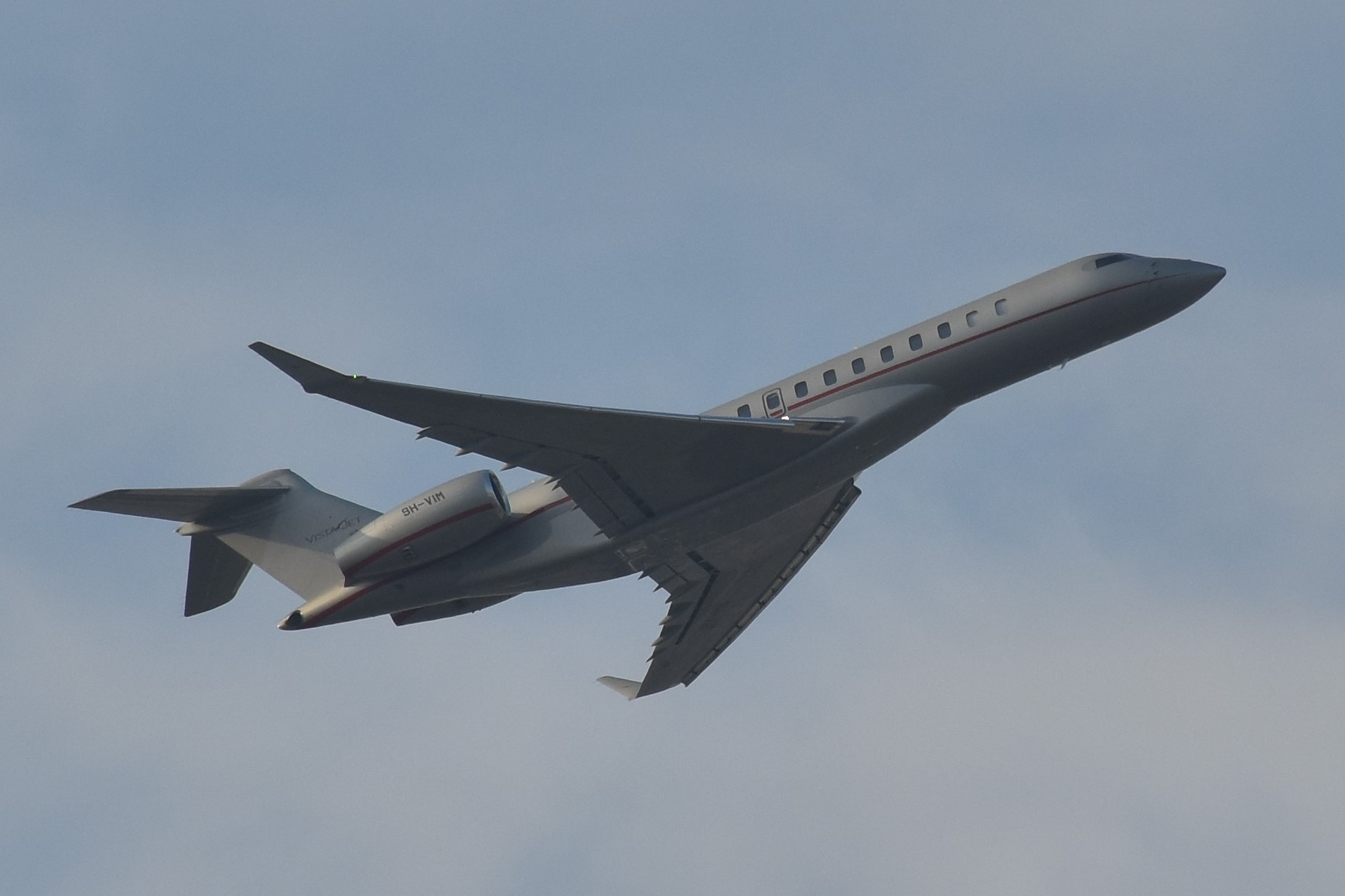
與訪問所用相同型號的飛機

2023年3月19日，岸田從羽田機場搭乘日本空軍一號出發訪問印度，與印度總理納倫德拉·莫迪舉行峰會。日印首腦會談於次日舉行。訪問印度的日程異常寬鬆，2023年3月22日沒有與岸田相關的國會日程，導致有傳言稱他將訪問烏克蘭。對於2023年3月21日行程為何時間充裕，接近首相的人士告訴記者，「我們收到了印度方面提出的訪問莫迪家鄉古吉拉特邦的提議，現在正在考慮。」
岸田原計劃於2023年3月22日凌晨返回日本，但岸田於下午07時30分左右乘坐商務噴射機秘密從德里英迪拉·甘地國際機場（帕拉姆空軍基地）出發前往波蘭熱舒夫-賈西翁卡機場。這架飛機是維思達公務機運營的龐巴迪環球7500型飛機，其於2023年3月19日晚上8:00左右從羽田機場起飛，大約比岸田啟程前往印度前早三個小時。乘客包括木原誠二（官房副長官）、秋葉剛男（國家安全保障局局長）、山田重夫（外務副大臣）、中込正志（歐洲局局長），以及翻譯、醫生和保安警察在內的等10人左右。岸田在沒有通知隨行記者和政府工作人員的情況下離開了下榻的酒店，一名公關人員表情苦澀地說「我不知道發生了什麼事」。
抵達熱舒夫後，岸田轉乘汽車前往普熱梅希爾總站，全程約一個小時。他從普熱梅希爾轉乘火車前往基輔。岸田訪問之前已通知俄羅斯政府。《NHK》和《日本新聞網》的攝像機捕捉到了岸田登上火車的畫面。影片顯示，岸田從黑色列車隊的前車廂下車，在一名似乎是當地護衛的男子陪同下登上火車，車廂並裝載瓦通紙箱。新聞評論員辛坊治郎在他電台節目中聲稱，攝像機之所以能夠拍攝岸田登上火車的畫面是「故意洩露」的。
2023年3月21日中午，岸田乘坐的列車抵達基輔客運站，受到當地日本大使館工作人員的迎接。
岸田抵達烏克蘭後，訪問了2022年3月發生大屠殺的布查，參觀發現73具屍體的教堂，並在教堂後面的萬人坑獻花和默禱。隨後，岸田訪問了布查的一處居民區，視察了日本政府為越冬援助捐贈的發電機，並轉達了日本向烏克蘭提供越冬援助的立場。

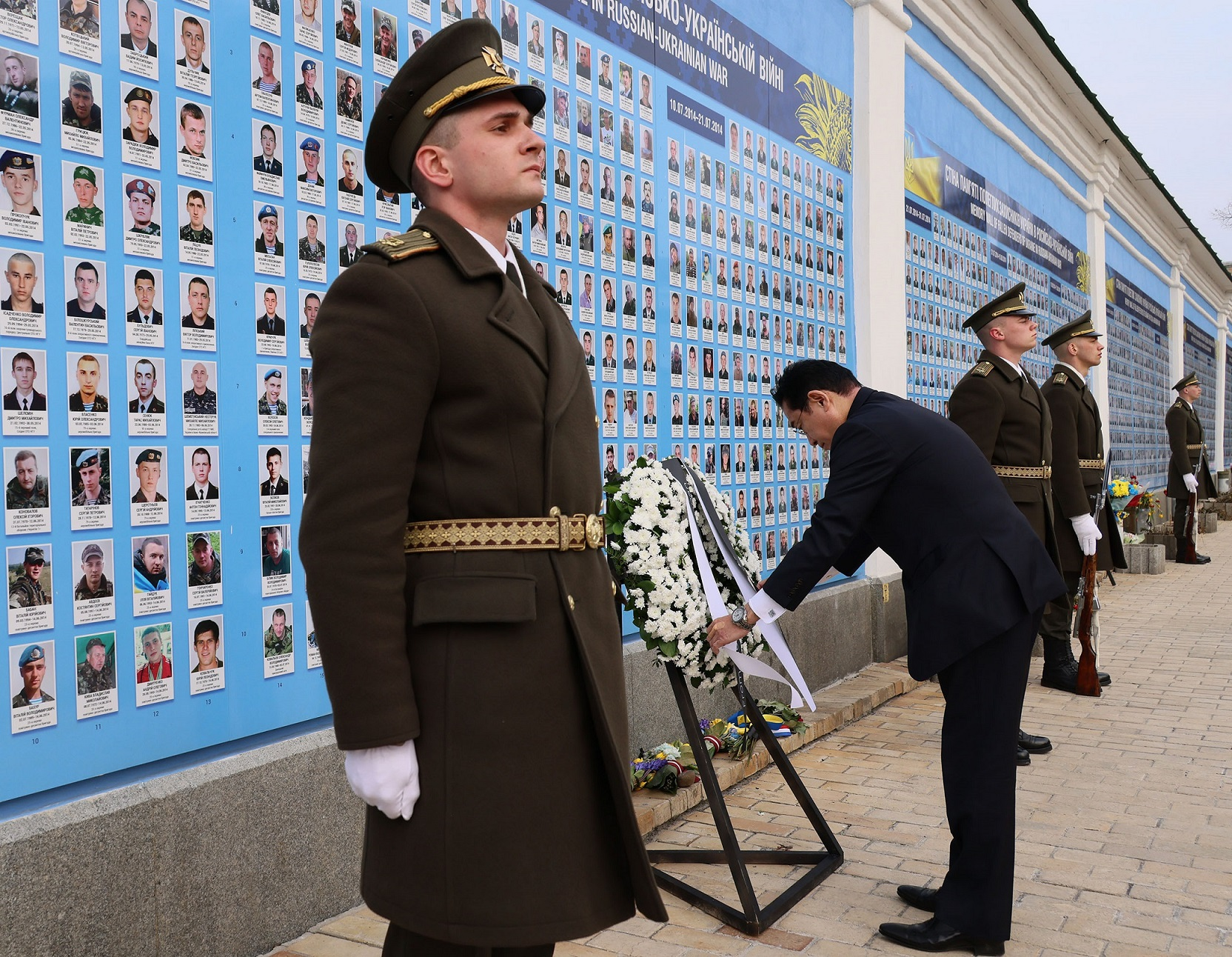
岸田向烏克蘭陣亡將士紀念牆敬獻花圈

返回基輔後，岸田參觀了聖米迦勒金頂修道院，並向烏克蘭陣亡將士紀念牆敬獻花圈。
此後，岸田與澤連斯基舉行了約2小時40分鐘的峰會。
2023年3月21日晚，岸田結束在烏克蘭的訪問後，乘火車前往波蘭。

### 對岸田的護送工作
日本首相的護送工作由警視廳保安局的保安警察負責，但原則上，首相的外交訪問護送工作是委託訪問國進行。由於沒有法律依據向海外派遣日本自衛隊來保護首相，因此岸田這次訪問烏克蘭期間，決定將保護工作完全委託給隨行的安全警察和烏克蘭安全部隊。2023年3月22日的參議院預算委員會會議上，內閣官房長官松野博一就確保岸田在實際場所的安全表示：「烏克蘭政府承擔了全部責任，包括俄羅斯武裝部隊的襲擊信息的獲取和疏散工作，並予以執行。」此外，2023年3月22日，防衛大臣濱田靖一在的新聞發布會上表示，防衛省和日本自衛隊沒有參與岸田的行動或保護，也沒有要求烏克蘭、波蘭或其他有關國家的武裝部隊合作。岸田在2023年3月23日的參議院預算委員會會議上，表示「包括要人在內的外國人安全主要由當地警察等組織負責。對於僅為了保護日本的要人而派遣自衛隊出國，並沒有明確的規定。」

### 向國會提前報告
這次對烏克蘭的訪問是在事前未向日本國會報告的情況下進行的。在2023年2月，自由民主黨提出了省略事前報告的可能性，而立憲民主黨則允許了對烏克蘭的訪問，但要求在返回日本後向國會提交報告。在2023年3月22日在國會大廈舉行的會議上，自由民主黨和立憲民主黨同意在岸田返回日本後，他將以朝野提問的形式向國會提交報告。

## 會議結果
在日烏兩國領導人峰會後的聯合記者會上，公佈《日本與烏克蘭關於特殊全球夥伴關係的聯合聲明》（日本とウクライナとの間の特別なグローバル・パートナーシップに關する共同聲明）。聯合聲明宣布，雙方同意將雙邊關係升級為特殊全球夥伴關係，並開始協調締結日本-烏克蘭信息安全協定。峰會決定澤連斯基總統以線上方式參加第49屆七大工業國組織峰會。
此外，還宣布了以下援助：包括向烏克蘭提供3000萬美元（約40億日元）的非致命裝備援助，其是通過北約信託基金捐出，預計將提供防彈背心和服裝。及向烏克蘭能源領域提供4.7億美元（約620億日元）的無償援助。

## 反應

### 「必勝飯勺」和「紙鶴燒燈」
《NHK》的影片顯示岸田正在從波蘭東南部的普熱梅什爾搭乘前往基輔的火車，影片中可以看到日本政府官員攜帶著「美味棒」的瓦通紙箱，這使得「岸田可能攜帶大量美味棒作為救災物資」成為社交網絡上的熱門話題。然而，箱內實際上是由岸田的家鄉廣島縣嚴島（宮島）製造的50厘米長的飯勺，上面寫著「必勝」和岸田的簽名。根據嚴島觀光協會的說法，「必勝」和飯勺的起源可以追溯到日俄戰爭。協會表示「位於廣島灣的宮島是士兵參戰的地方之一，所以在他們去戰爭之前，士兵會參拜宮島上的嚴島神社，祈求平安歸來，並奉獻飯勺作為護身符的替代品。」岸田還展示一個寫有「必勝」的特大號飯勺，這是自由民主黨廣島地方組織在他參加2021年自由民主黨總裁選舉，他在國會大廈辦公室時送給他的，以作為對他勝利祈禱的象徵。
關於這份禮物，烏克蘭駐日本大使館在2023年3月24日在其官方Twitter帳戶上發布了「必勝！」的推文。烏克蘭駐日本大使謝爾希·科孫斯基也作出了正面回應，他於2023年3月25日在Twitter上寫道：「從現在開始，這個作為日本的禮物「必勝飯勺」將被極為珍惜。」然而，立憲民主黨的領袖泉健太在記者會上批評這一舉動：「在戰爭期間給予領袖一個用於考試和體育加油的地方名產，無法抹去不協調的感覺，這暴露了缺乏緊張感。」此外，日本維新會的領袖馬場伸幸也在記者會上批評這一舉動：「他們正在為生死而戰，需要這種支持。對於把一個地方名產的飯勺帶到這樣的地方，是否有些過於輕浮了。」同樣，嚴島觀光協會抱怨說：「飯勺在世界上傳開是一件好事，但我不確定「必勝」這個詞是否適當。烏克蘭人真的在為生死而戰。即使我們贈送一個寫有「愛」或「和平」的飯勺，人們也會告訴我們，你們視和平理所當然。」
除了飯勺之外，岸田還贈送了帶有紙鶴圖案的宮島燒燈。在2023年3月23日的新聞發布會上，日本內閣官房長官松野博一和解釋了贈送禮物的原因，稱「這是為了向勇敢抵抗俄羅斯入侵烏克蘭的澤連斯基總統表達鼓勵，並祈求和平。」

### 國際反應
在2023年3月21日的新聞發布會上，美國國家安全會議戰略溝通協調官約翰·柯比對此表示歡迎，稱「這又是一個例子，展示了日本是如何與國際社會其他成員一同堅定地支持烏克蘭。」五角大樓國防部長公共事務助理帕特里克·S·賴德（Patrick S. Ryder）讚賞岸田對烏克蘭的訪問，他說：「我確實認為這次訪問意義重大，我們仍然感謝日本和其他國家對烏克蘭的支持，特別是在維護基於國際規則的秩序方面。」
關於岸田訪問烏克蘭，中華人民共和國外交部發言人汪文斌在2023年3月21日的記者會上表示：「國際社會應該為解決烏克蘭危機創造條件」，並說「我們希望日本做許多有益的事情，而不是反對緩和局勢 。」此外，中華人民共和國領導人習近平於2023年3月21日在俄羅斯與俄羅斯總統弗拉基米爾·普京會晤，正好是岸田訪問烏克蘭的同一天，西方媒體傾向將兩者比較。
2023年3月23日，俄羅斯外交部信息與出版司司長瑪麗亞·扎哈羅娃在記者會上表示，岸田訪問烏克蘭可能是為了影響中俄領導人會晤而刻意安排的。俄羅斯國有通訊社《塔斯社》報導了岸田向澤連斯基贈送的「必勝飯勺」，強調這是日俄戰爭期間日本士兵的護身符。這把飯勺被認為是對俄羅斯的挑釁，《塔斯社》對此表示不滿。

## 圖集

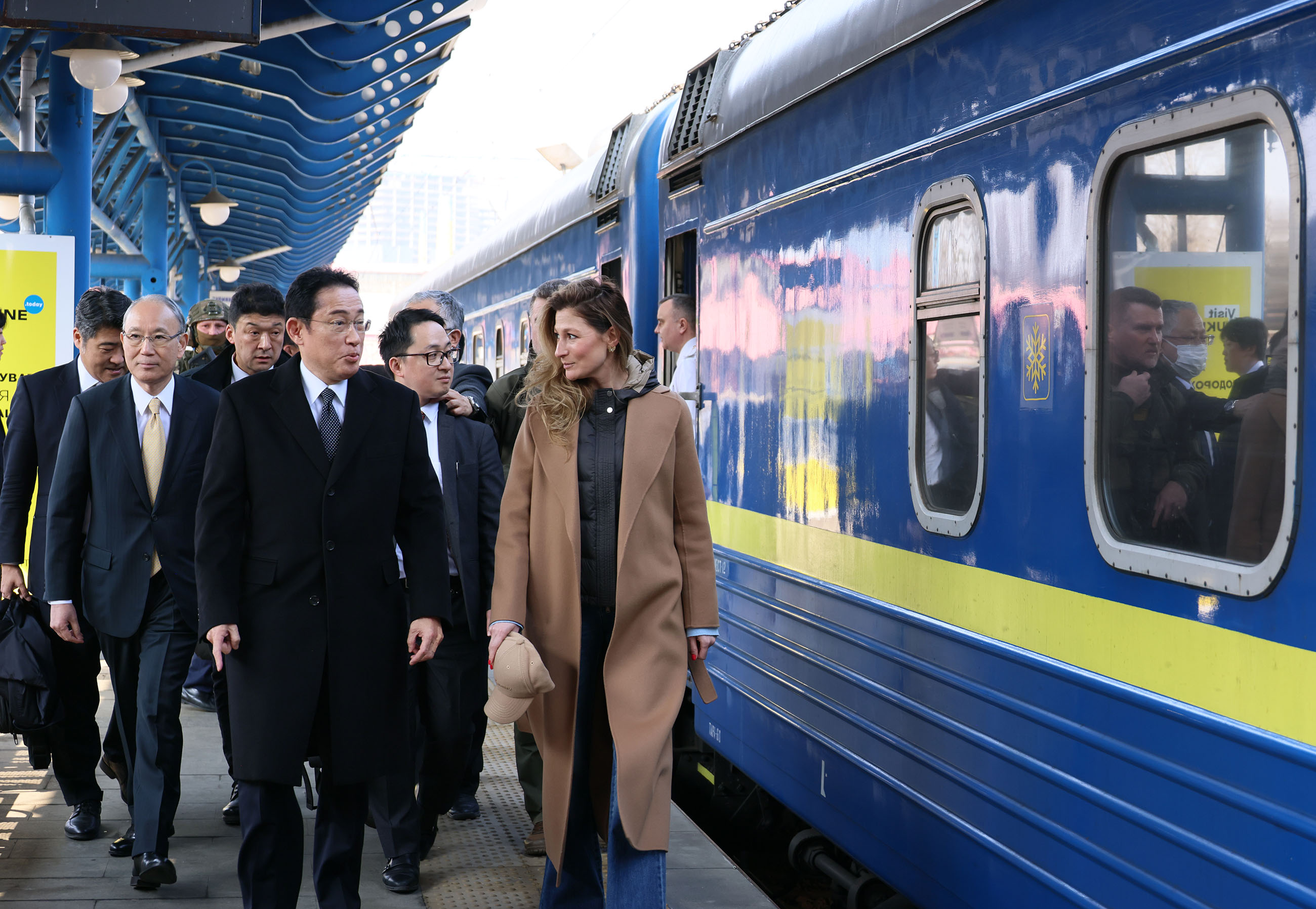
岸田抵達基輔
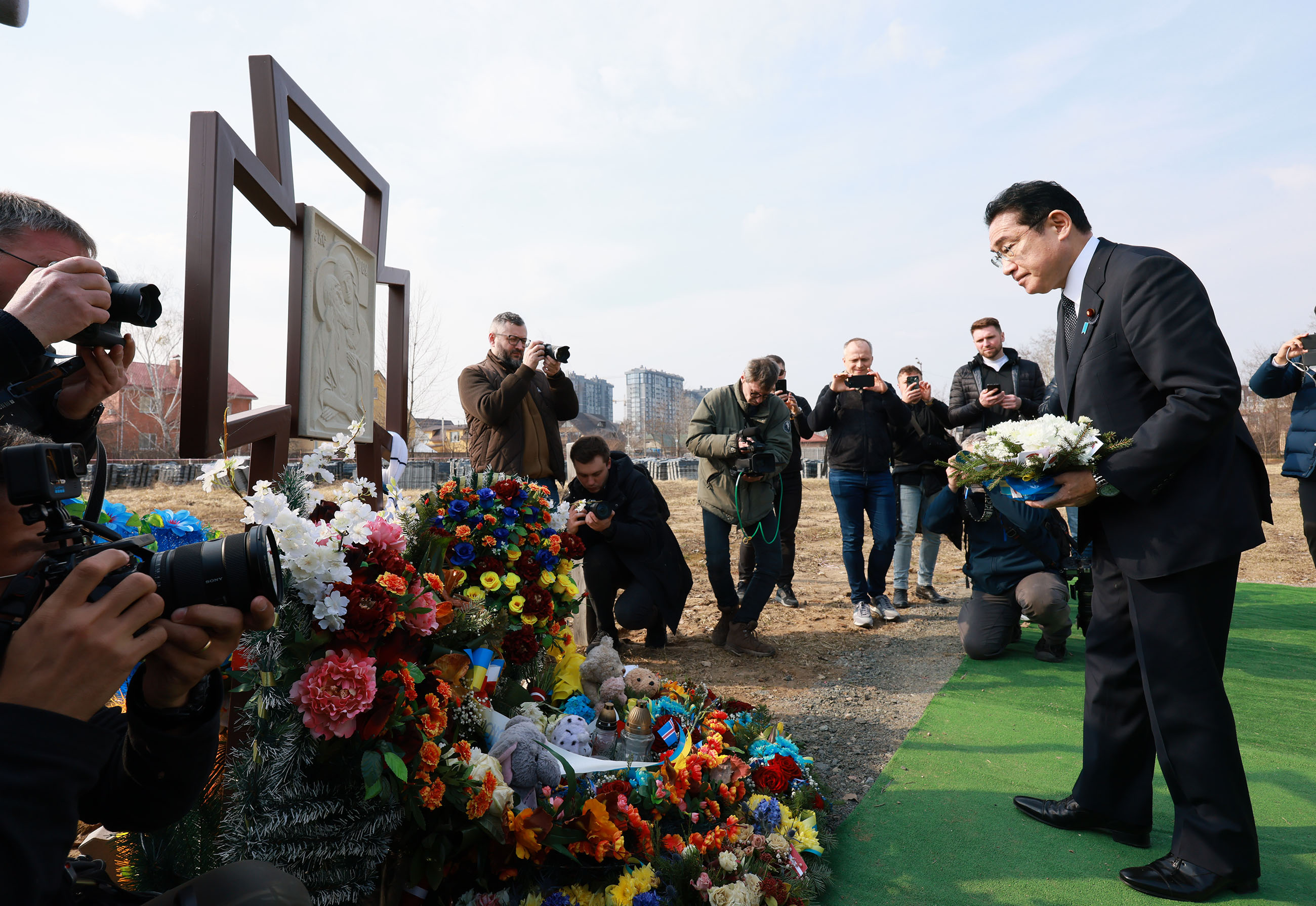
岸田在布查市獻花
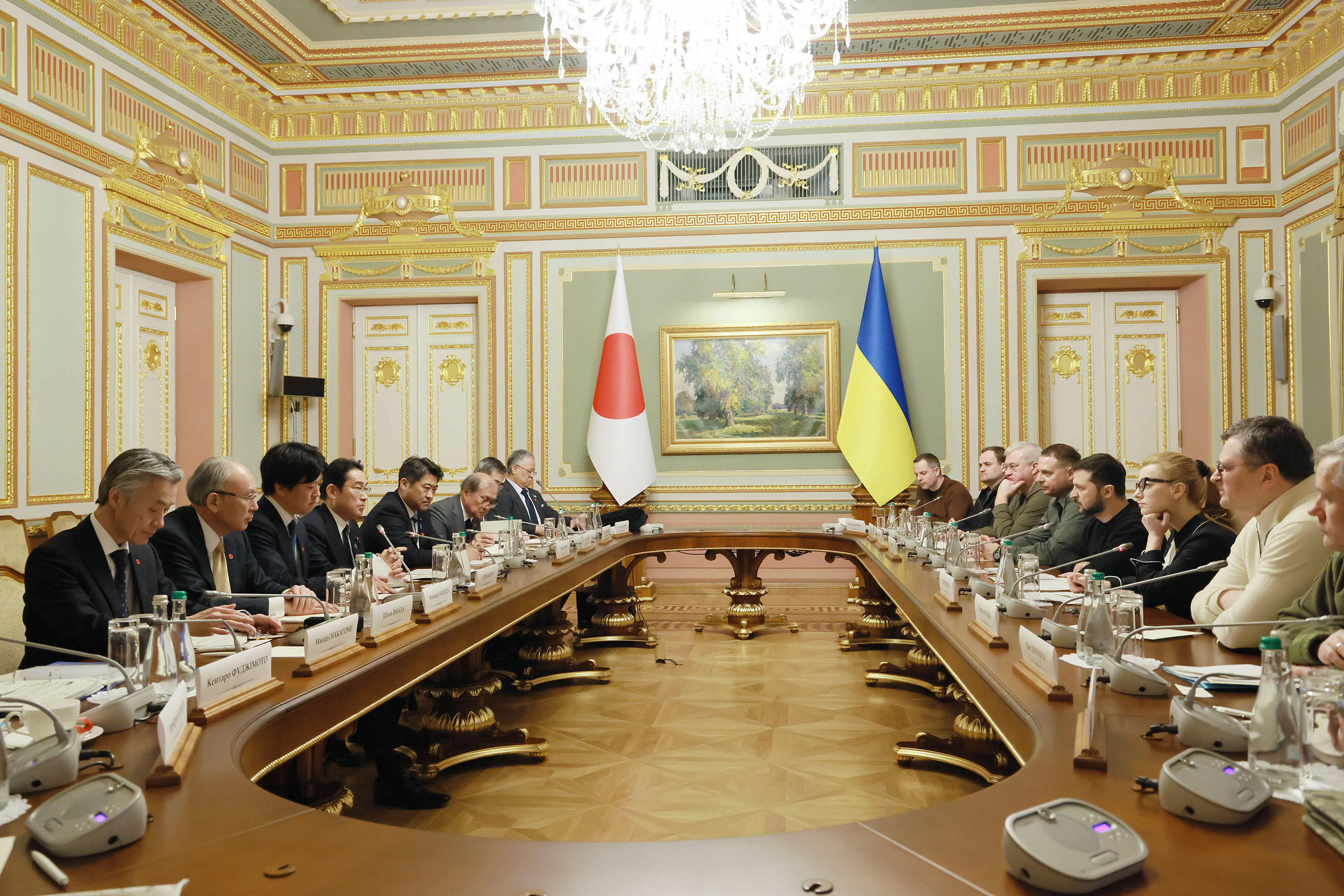
岸田與澤連斯基首腦會晤
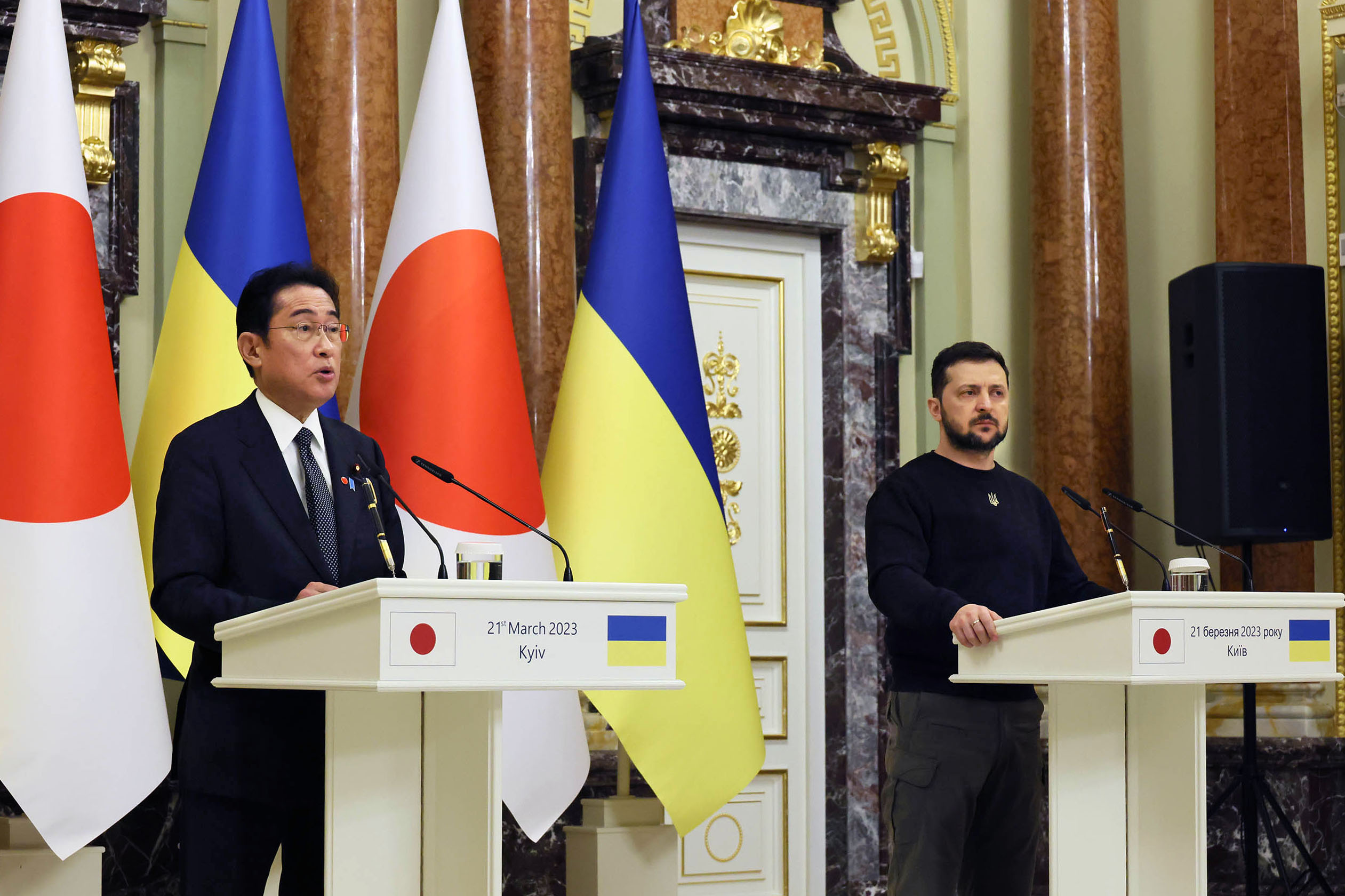
岸田與澤連斯基舉行聯合記者會

## 另見
- 日本—烏克蘭關係
- 2023年祖·拜登訪問烏克蘭
- 2023年習近平訪問俄羅斯

## 外部鏈接
- 訪問烏克蘭 （页面存档备份，存于）—內閣總理大臣官邸
- 岸田首相訪問烏克蘭 （页面存档备份，存于）—外務省 (日本)
  - 日烏首腦會談 （页面存档备份，存于）
  - 日本—烏克蘭聯合聲明 （页面存档备份，存于） （日語）